# Annelise Modrze
Annelise Modrze (* 2. Dezember 1901 in Kattowitz; † 14. August 1938 in Berlin) war eine deutsche Klassische Philologin und Bibliothekarin. Ihre Karriere war von den rassistischen Gesetzen des Nationalsozialismus und langwieriger Krankheit überschattet. In den wenigen Jahren ihrer wissenschaftlichen Tätigkeit legte sie mehrere Arbeiten vor, darunter fast 90 Artikel für Paulys Realenzyklopädie der klassischen Altertumswissenschaft (RE).

## Leben

### Kindheit und Bildungsweg

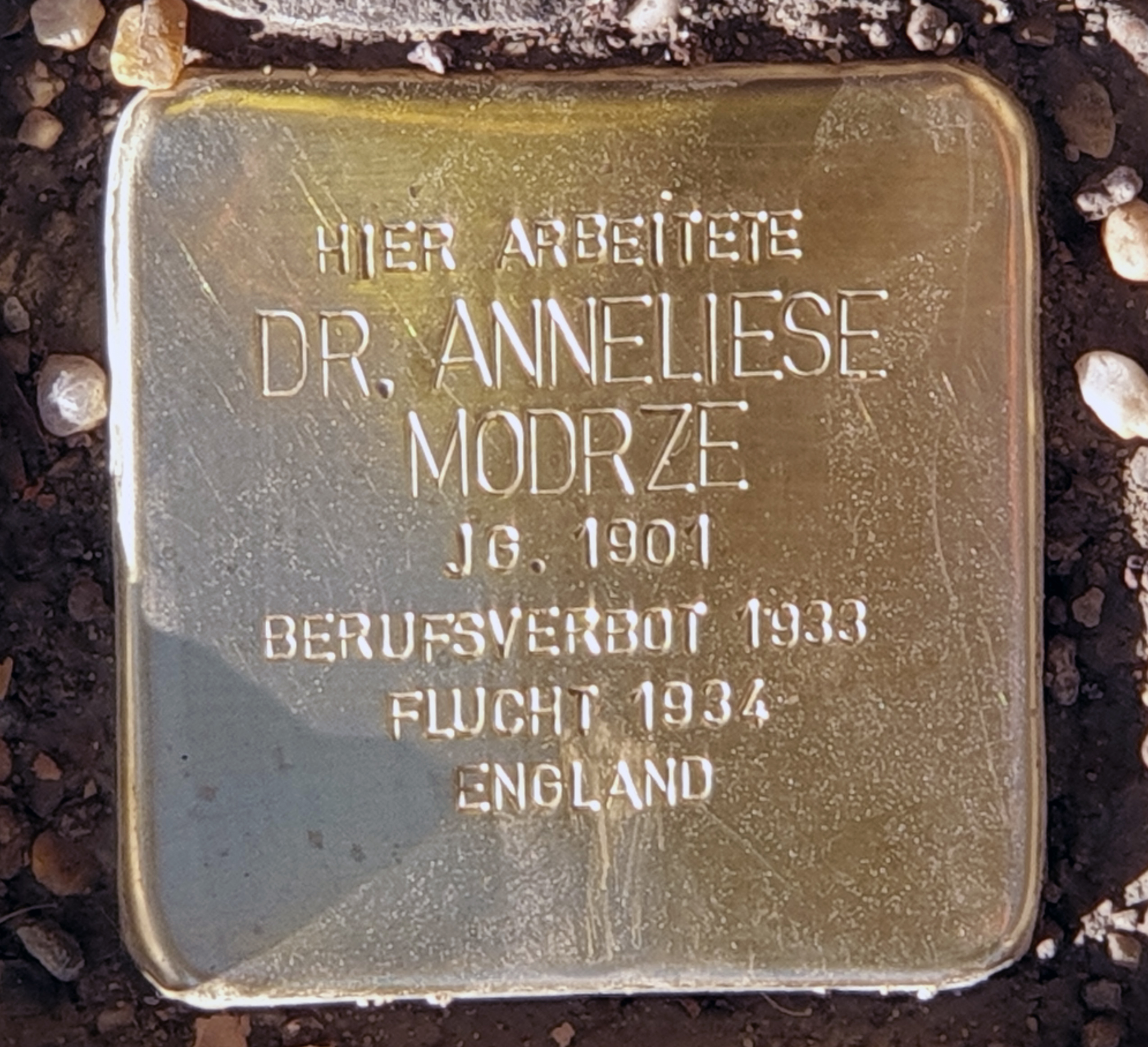
Stolperstein am Haus, Unter den Linden 8, in Berlin-Mitte

Annelise Modrze stammte aus einer assimilierten jüdischen Familie. Ihre Eltern, der Reichsbahnbeamte Friedrich Modrze (1870–1951) und Elfriede geb. Fraenkel (1873–1943), hatten sich vor 1900 evangelisch taufen lassen. Der Berufsweg des Vaters führte über Hannover nach Breslau, wo er Reichsbahndirektor bei der Eisenbahndirektion war. Er trat dort 1929 in die Schlesische Gesellschaft für vaterländische Kultur ein.
Annelise Modrze besuchte von Oktober 1908 bis Ostern 1918 das Privat-Lyzeum Sudhaus in Hannover und anschließend die Oberstufe der städtischen realgymnasialen Studienanstalt an der Sophienschule, wo sie Ostern 1921 die Reifeprüfung ablegte. Anschließend studierte sie Philosophie, Deutsch und Geschichte an der Universität Heidelberg. 1924 wechselte sie nach Breslau, wo ihre Familie inzwischen lebte. Angeregt durch das Philosophiestudium lernte sie Griechisch, erwarb 1924 die humanistische Hochschulreife am Breslauer Friedrichsgymnasium und verschob ihren Studienschwerpunkt zu den Fächern Philosophie, Klassische Philologie und Archäologie. Zu ihren akademischen Lehrern gehörten der Philosoph Richard Hönigswald und die Klassischen Philologen Wilhelm Kroll und Ludolf Malten. Im Frühjahr 1930 wurde sie mit dem Prädikat magna cum laude zum Dr. phil. promoviert. Ihre von Hönigswald betreute Dissertation Zum Problem der Schrift. Ein Beitrag zur Theorie der Entzifferung untersuchte aus philosophisch-psychologischer Perspektive die Voraussetzungen und Rahmenbedingungen der Schriftentwicklung.
Im Mai 1930 legte Modrze die Lehramtsprüfung in den Fächern Latein, Griechisch und Philosophische Propädeutik ab. Anschließend arbeitete sie ein Jahr lang nebenamtlich als Oberstufenlehrerin an der städtischen Frauenberufsschule in Breslau, wo sie Philosophie und Psychologie unterrichtete. Ab Juni 1930 verfasste sie außerdem prosopographische Artikel für die Realenzyklopädie der klassischen Altertumswissenschaft (RE), die von Wilhelm Kroll herausgegeben wurde. Kroll unterstützte sie auch bei ihrer Bewerbung um eine Bibliothekarsstelle in den USA (Anfang 1931), die sie jedoch nicht erhielt. Am 25. April 1931 bewarb sie sich darauf an der Universitätsbibliothek Breslau und erhielt zum 9. November 1931 eine Stelle als Volontärin (Referendarin). Der Bibliotheksdirektor Karl Christ war mit ihrer Arbeit sehr zufrieden. Als er zum 1. Oktober 1932 an die Staatsbibliothek zu Berlin wechselte, folgte ihm Modrze als Volontärin. Ihr geringes Gehalt, das ab 1. April 1933 wegen Sparmaßnahmen weiter gekürzt wurde, besserte sie durch Nachhilfestunden auf. In ihrem zweiten Volontariatsjahr verfasste sie zwei paläographisch-provenienzgeschichtliche Studien, die sie als Assessorarbeit einreichte.

### Entlassung und Emigration nach England (1933–1935)
Ihre weitere Laufbahn war durch den Nationalsozialismus überschattet. Da ihre Eltern konvertierte Juden waren, wurde sie – ebenso ihr Bruder Hans Joachim Modrze (1907–1996) – als „Nichtarier“ klassifiziert. Damit war nach dem Gesetz zur Wiederherstellung des Berufsbeamtentums (7./11. April 1933) ihre Weiterbeschäftigung im Staatsdienst in Frage gestellt. Im August 1933 erfuhr sie vom Bibliotheksdirektor, dass eine Verlängerung ihrer Stelle nicht möglich sei. Somit schied Modrze nach der bibliothekarischen Fachprüfung, die sie am 26. September 1933 „mit Auszeichnung“ bestanden hatte, aus dem Dienst an der Berliner Staatsbibliothek aus. Ebenso wurde ihr Vater in Breslau zum 1. Oktober 1933 zwangspensioniert. Ihre Eltern zogen nach Berlin-Wilmersdorf, wo sie zusammen mit Annelise Modrze lebten. Ihr Bruder, der als Patentanwalt in Berlin seine Lebensgrundlage verloren hatte, emigrierte im Mai 1933 nach London, wo er 1935 den Namen John Henry Modrey annahm. Später zog er weiter in die USA, nahm 1953 die US-amerikanische Staatsbürgerschaft an und lebte bis zu seinem Tod im 90. Lebensjahr in Lake Worth, Florida.
Annelise Mordze versuchte ebenfalls im Ausland Fuß zu fassen. Mit Gutachten ihrer akademischen Lehrer und Förderer Karl Christ, Ludolf Malten und Wilhelm Kroll bewarb sie sich um eine Stelle als Forschungsassistentin am Corpus Christi College der University of Oxford, die sie am 22. Dezember 1933 erhielt. Ihr Vertrag lief vom 1. Januar 1934 bis Frühjahr 1936. Zu ihren Aufgaben in Oxford gehörte die Mitarbeit an einem Verzeichnis von Faksimiles lateinischer Handschriften (Index of Facsimiles of Latin Manuscripts) und am Catalogus codicum astrologicorum Graecorum von Franz Cumont, die Wilhelm Kroll vermittelt hatte.

### Krankheit und Rückkehr nach Berlin (1935–1938)
Modrze musste aus gesundheitlichen Gründen (wiederkehrende Infektion der Atemwege) ihre Arbeit in England aufgeben und verließ Oxford im März 1935. Sie kehrte zu ihren Eltern nach Berlin zurück. Während der langwierigen Heilbehandlung gab sie ihr Vorhaben, nach England zurückzukehren, nicht auf. An Franz Cumont, der ihr im Juni 1935 Geld überwies, schrieb sie am 1. Juli 1935: „… ich weiß kaum, wie ich Ihnen danken soll. Dass Sie mir, abgesehen von allem Verständnis und aller Geduld, die meine lange Krankheit leider erfordert, auch noch in dieser Weise zu Hilfe kommen, hat mich geradezu erschüttert. […] Es geht mir sehr viel besser; ich fange an, herum- und spazieren zu gehen und zu essen. Ich hoffe also, Ende Juli dann endlich nach England zurückkehren zu können.“ Ihr Gesundheitszustand besserte sich jedoch nicht. Ein Jahr später erhielt sie von Cumont abermals finanzielle Unterstützung und teilte in ihrem Dankesschreiben mit: „Aber mehr noch bedeutet es mir, dass ich daraus ersehen darf, dass Sie, hochverehrter Herr Professor, mit meiner Arbeit zufrieden sind. Was sie mir neulich schrieben – dass ich mich nach meiner Wiederherstellung wieder an Sie wenden dürfte – ist für mich, als wenn in einem verdunkelten Zimmer plötzlich die Tür in die Sonne wieder aufgeht!“ Ihr Zustand verschlechterte sich weiterhin, so dass Wilhelm Kroll, der sie ab 1937 regelmäßig besuchte, am 9. Mai 1938 an Cumont schrieb: „Frl. Annelise M. is dying, I am afraid: la tisi non gli accorda che pochi mesi, wie’s in der Traviata heisst. Es ist ein Jammer […]“ Am 14. August 1938 starb Annelise Modrze im Alter von 36 Jahren an fortgeschrittener Tuberkulose.
Ihr Nachfolger in Oxford wurde ab März 1939 ihr ehemaliger Studienfreund Stefan Weinstock, der ebenfalls wegen rassistischer Verfolgung aus Deutschland emigrierte. Er wertete ihre nachgelassenen Notizen aus, die im April 1939 in Oxford eintrafen.

## Gedenken
Am 8. Oktober 2022 wurde vor ihrer ehemaligen Arbeitsstätte, der Staatsbibliothek zu Berlin, Unter den Linden 8, ein Stolperstein verlegt.

## Schriften (Auswahl)
- Zum Problem der Schrift. Ein Beitrag zur Theorie der Entzifferung. Dissertation. Breslau 1930.
- Zur Ethik und Psychologie des Poseidonios. Poseidonios bei Seneca im 92. Brief. In: Philologus. Band 87 (1932), S. 300–331.
- Poggios Abschrift von Ciceros Briefen Ad Atticum, Cod. Hamilton Lat. 166 der Berliner Staatsbibliothek. In: Zentralblatt für Bibliothekswesen. Band 51 (1934), S. 499–505.